# Phaedyma cerne
Phaedyma cerne är en fjärilsart som beskrevs av Butler 1866. Phaedyma cerne ingår i släktet Phaedyma och familjen praktfjärilar. Inga underarter finns listade i Catalogue of Life.